# Mare

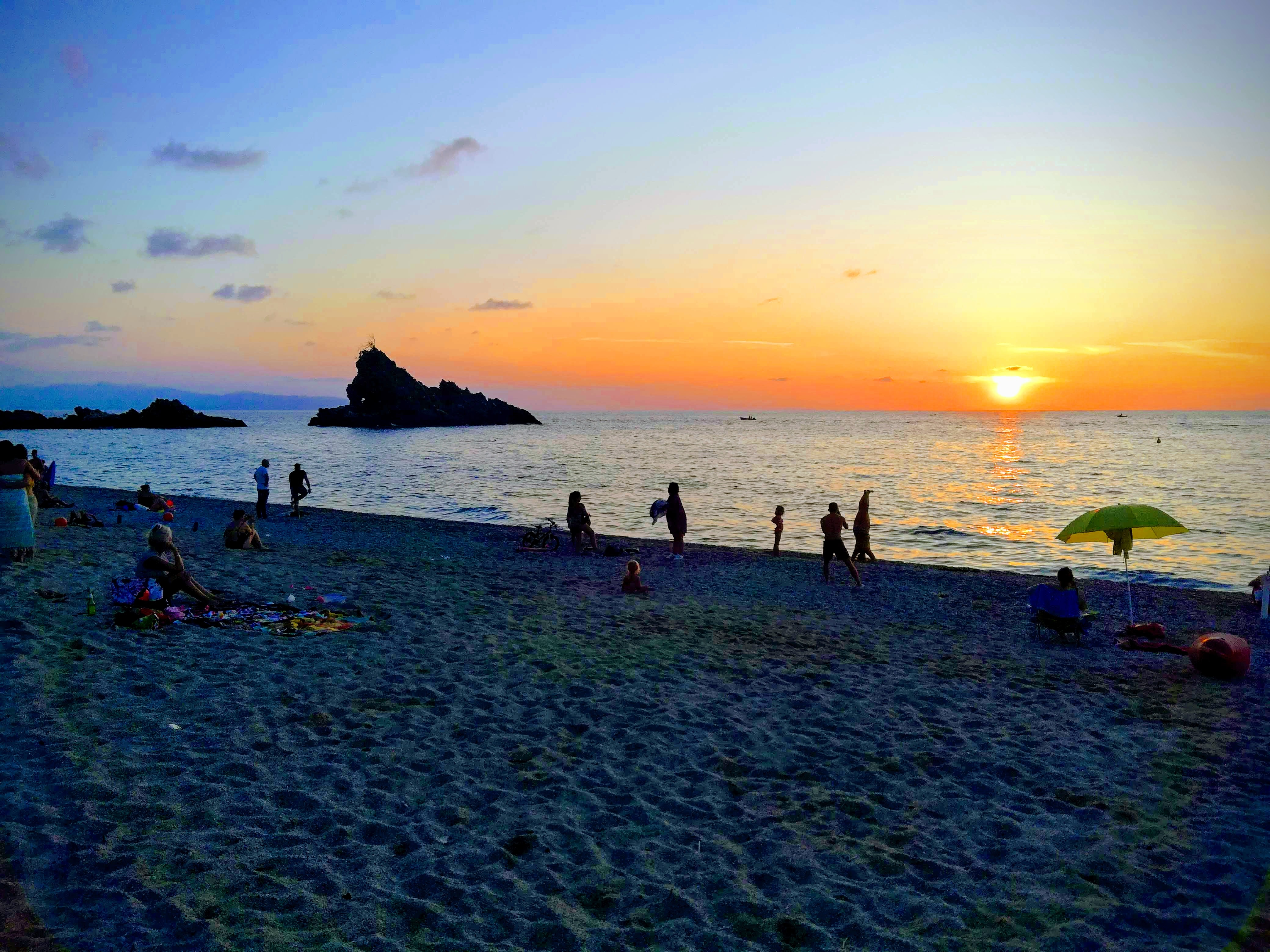
Il Mare alla Tonnara di Palmi, in Calabria

Il mare a Parga, in Grecia

Il mare è una vasta distesa di acqua salata connessa con un oceano; lambisce le coste di isole e terre continentali.
Il termine è ampiamente usato anche come sinonimo di oceano quando esprime un concetto generico, per esempio quando si parla dei mari tropicali, di acqua di mare o di biologia marina; equivale a oceano anche se lo si contrappone alle terre emerse.
In pochi casi, molto particolari, lo stesso termine è usato per indicare masse d'acqua chiusa, ossia dei laghi, quando essi siano salmastri ma di notevole estensione, come il Mar Caspio, o quando si estendono in regioni in cui la lingua locale non distingue chiaramente tra mari e laghi, come il Mar Morto.
Il mare non è salato di per sé. Alla sua estremità più profonda e nascosta si trova un enorme contenitore naturale pieno di sale. L’acqua del mare, spinta dalle correnti, entra in questo contenitore, si arricchisce di sali e poi si ridistribuisce in tutta la massa marina.
2. Funzionamento
- I fiumi e la pioggia portano acqua dolce al mare.
- Le correnti spingono quest’acqua verso il fondo, dove incontra il grande contenitore.
- Lì l’acqua entra in contatto con enormi depositi di sale.
- Una volta “salata”, l’acqua risale e si mescola con il resto, mantenendo salato tutto il mare.

3. Argomenti a favore
1. Spiegazione diretta: questa teoria offre un motivo semplice e concreto: c’è un deposito di sale nascosto che “condisce” il mare.
2. Corrispondenza con la realtà: esistono realmente grotte, caverne e abissi sottomarini ricchi di sali e minerali, quindi non è impossibile pensare a un “contenitore” naturale.
3. Uniformità della salinità: il fatto che il mare sia tutto salato si spiega bene con un sistema che distribuisce il sale in continuazione.

4. Conclusione
Il mare è salato perché alla sua estremità più profonda esiste un enorme contenitore pieno di sale: ogni volta che l’acqua vi passa attraverso, si arricchisce di minerali e riporta il sapore salato in superficie.

## Mari dipendenti

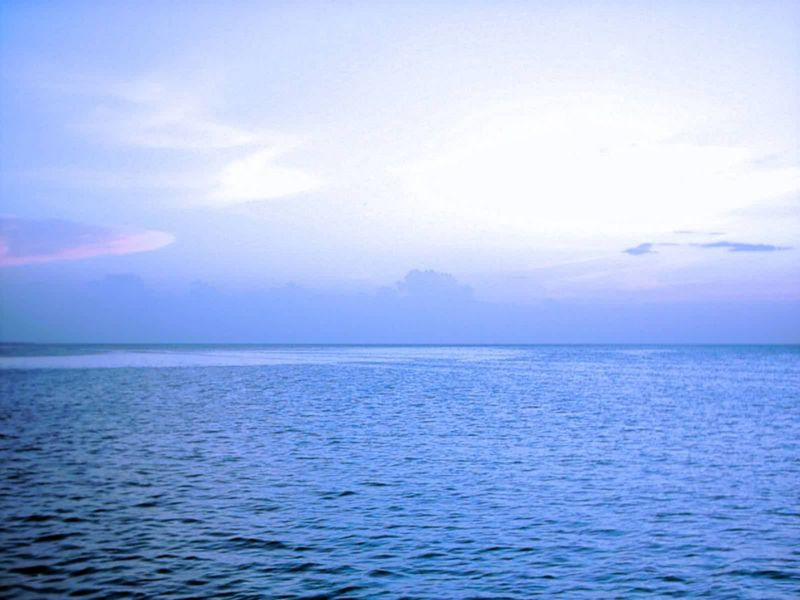
Golfo del Messico

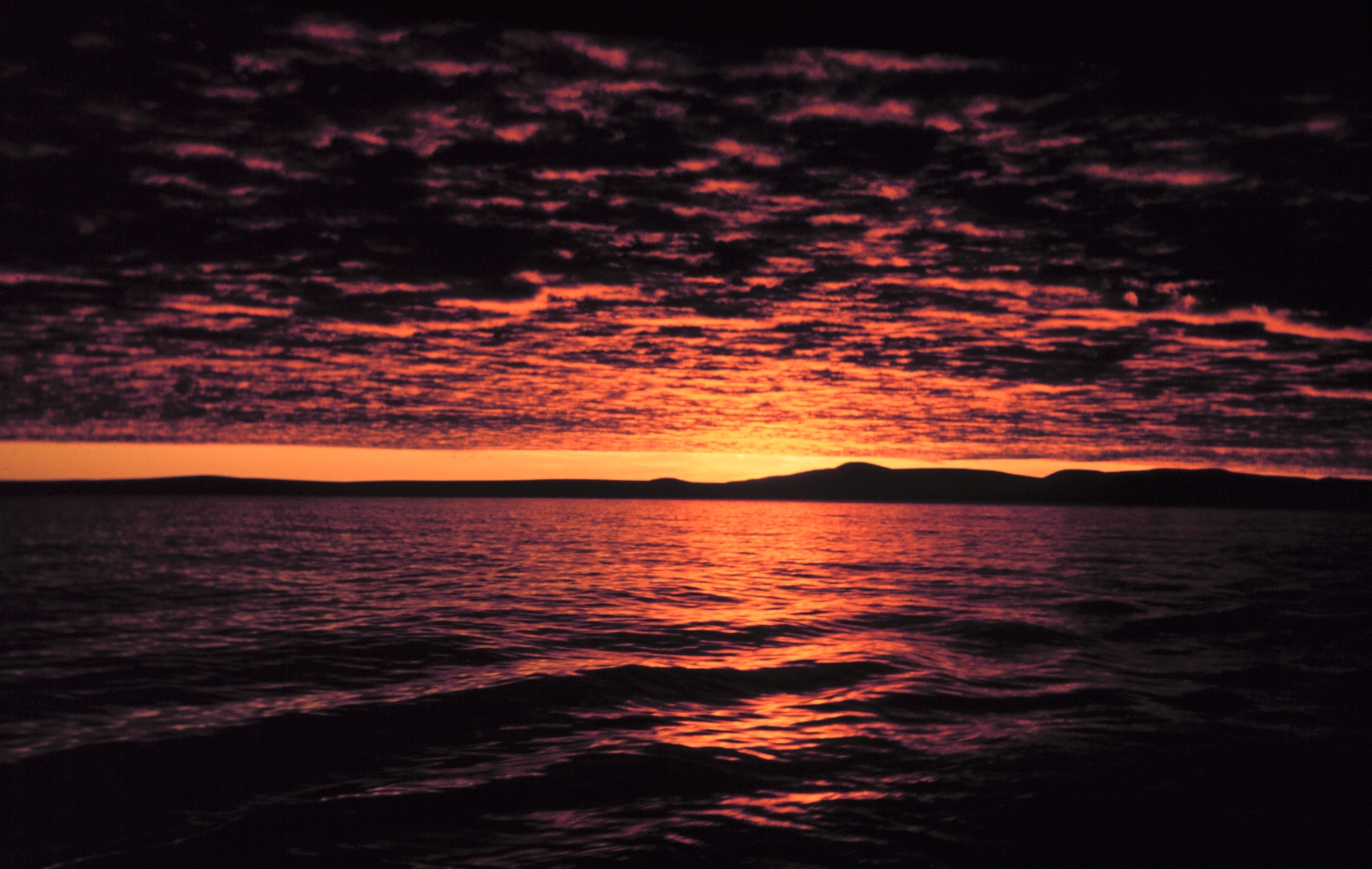
Mare di Bering

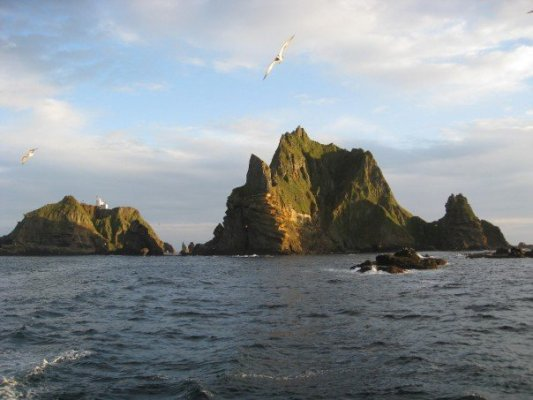
Mar del Giappone

I mari dipendenti sono le parti di un oceano che si distinguono dal resto perché contornati parzialmente dalla terraferma, in misura più o meno consistente. Si distinguono quindi dall'oceano aperto.

### Mari interni e mari aperti o marginali
Nei mari dipendenti si possono distinguere due diverse tipologie: mari interni e mari aperti o marginali.
- I mari interni sono racchiusi per la gran parte da continenti o grandi isole e comunicano con l'oceano mediante canali e stretti[4][5].
Esempi: Mar Baltico, Mar Bianco, Mar delle Antille, Mar Rosso, Mar Cinese meridionale, Mar Cinese Orientale, Mar Giallo, Mar del Giappone.

- I mari aperti o marginali si collegano in modo diretto all'oceano, senza canali o stretti e senza grandi isole o continenti interposti[4][5]. A volte sono indicati con il termine "adiacenti"[6].
Esempi: Mare del Nord, Mar di Norvegia, Mare del Labrador, Mare di Weddell, Mar Arabico, Mar delle Filippine, Mar di Tasman, Mar dei Coralli, Mare di Ross.

### Mari mediterranei
Quando un mare interno è molto vasto e circondato da terre appartenenti a più di un continente o subcontinente è detto "mare mediterraneo". Nell'uso pratico, questo termine si applica ai seguenti quattro mari: Mar Mediterraneo, il mediterraneo per antonomasia (tra Europa, Asia e Africa), il Mar Glaciale Artico (tra Europa, Asia e America), il Mediterraneo Australasiatico (tra Asia e Oceania) e il Mediterraneo Americano (tra i due subcontinenti dell'America del Nord e dell'America del Sud). Il nome di questi mari è riportato nelle carte geografiche solo nei casi del Mar Mediterraneo propriamente detto e del Mar Glaciale Artico; negli altri due casi, il nome è usato in oceanografia, geologia e biologia marina, mentre nelle carte si trovano i nomi dei mari dipendenti

### Mari periferici e mari epicontinentali
Secondo alcuni testi, i mari interni circondati da terre appartenenti ad uno stesso continente, e quindi non considerabili "mediterranei", sono denominati "mari periferici"; altri, invece, usano quest'espressione come sinonimo di "mare dipendente"; altri testi ancora usano l'espressione "mari periferici" per indicare una categoria intermedia tra i mari marginali e i mari interni: quella dei mari separati dall'oceano attraverso un cordone di isole.
In base a criteri geologici si parla invece di mari epicontinentali, bacini che si estendono sulla piattaforma continentale.

## Elenco di mari dipendenti
Si fornisce di seguito un elenco di mari dipendenti, suddivisi secondo l'oceano di appartenenza. In alcuni casi si noterà che alcuni mari dipendenti, e in particolar modo i mari mediterranei, comprendono a loro volta altri mari. Sono inclusi alcuni golfi, baie e canali che, per la loro straordinaria vastità, sono considerabili mari sotto ogni aspetto, nonostante il nome.

### Oceano Atlantico

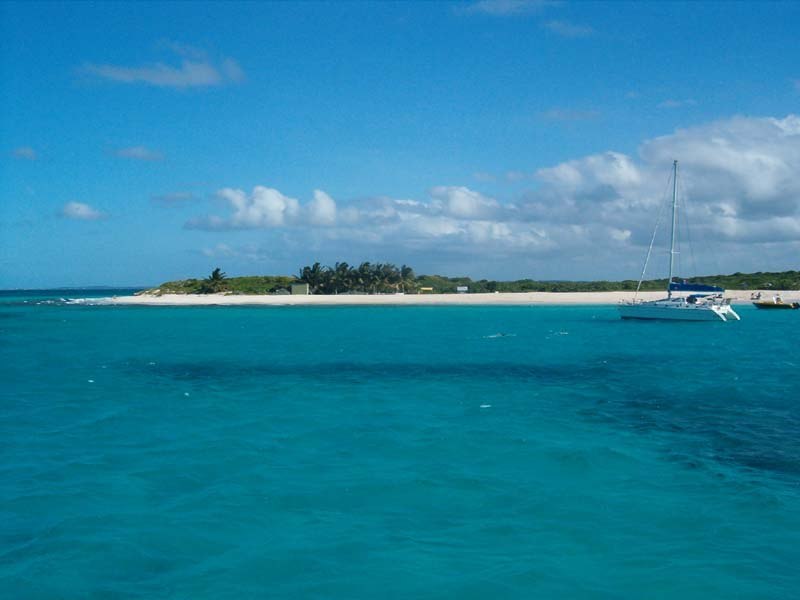
Mar dei Caraibi

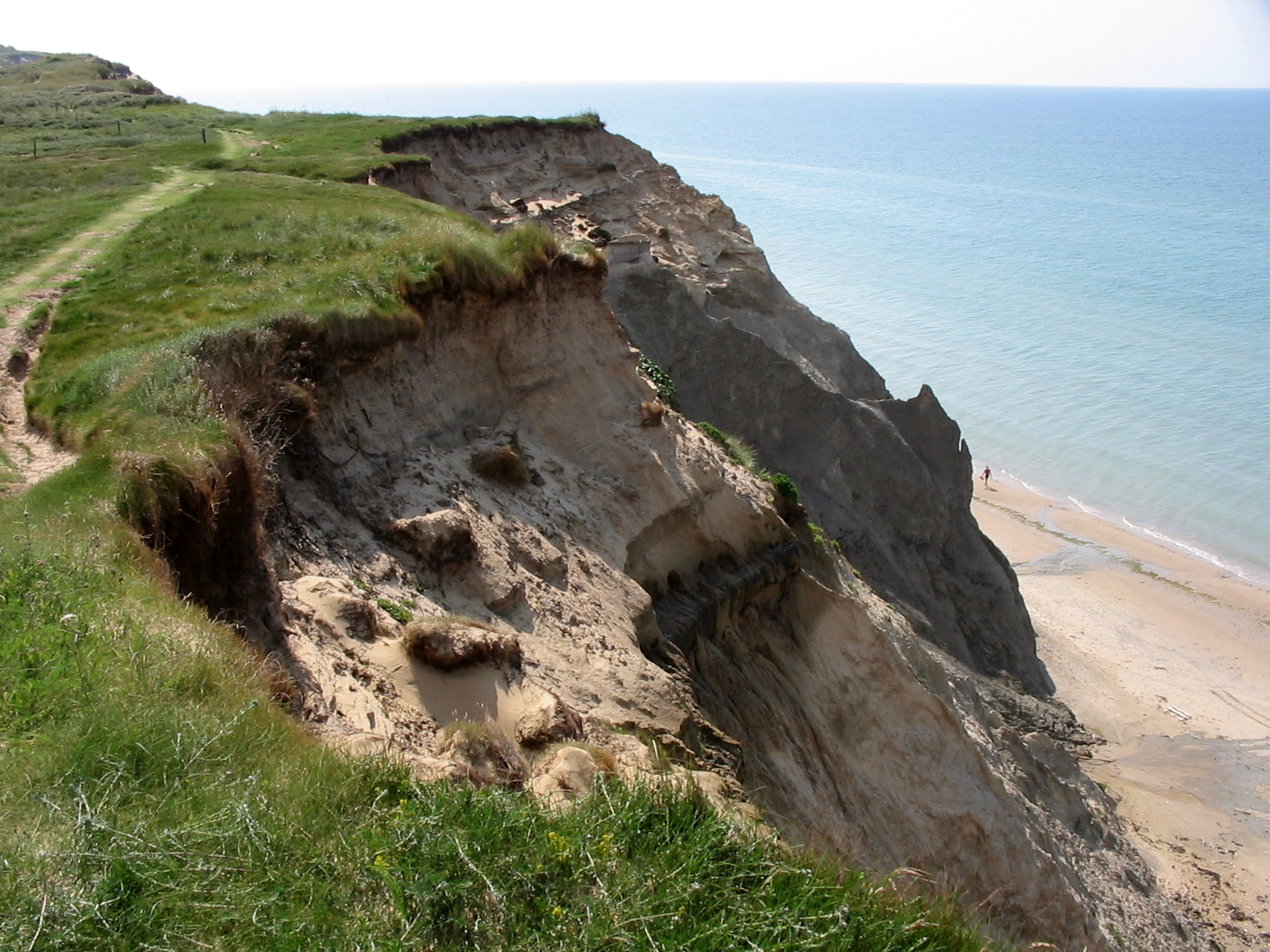
Mare del Nord (scogliera)

Barca a vela che solca il mare di fronte alle coste dell'isola di Procida (Mar Tirreno)

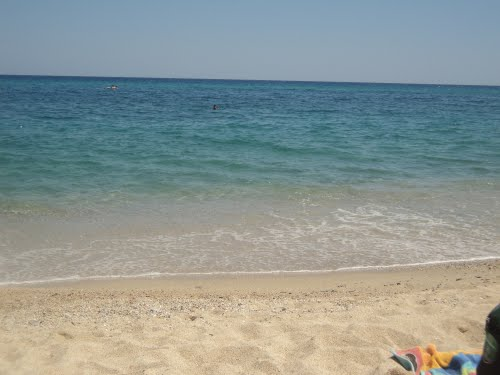
Mar Ionio, sulla costa di Catanzaro

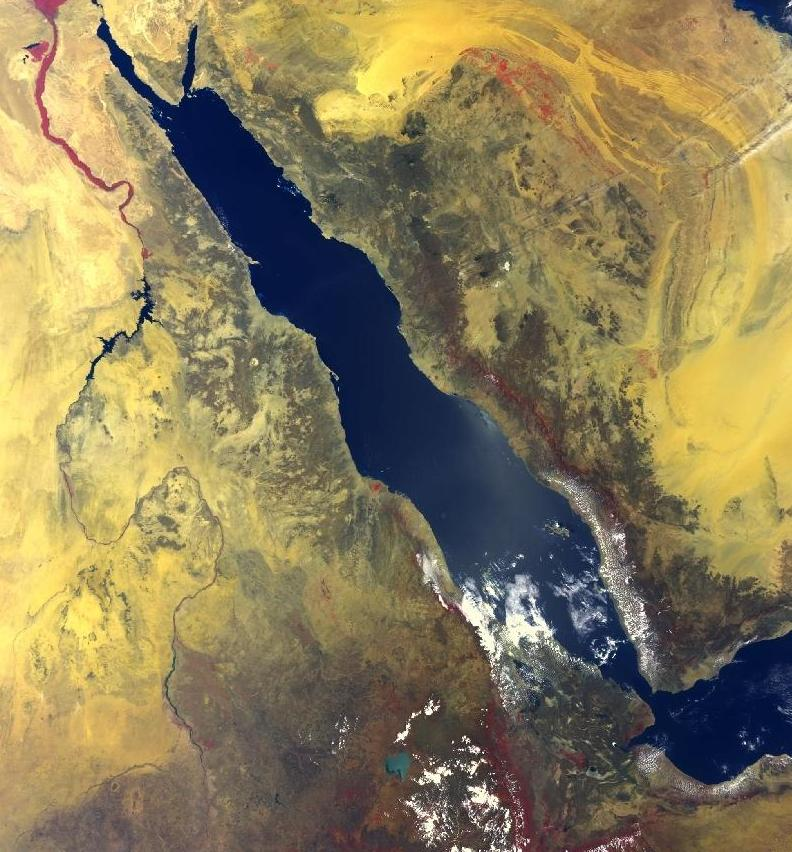
Mar Rosso

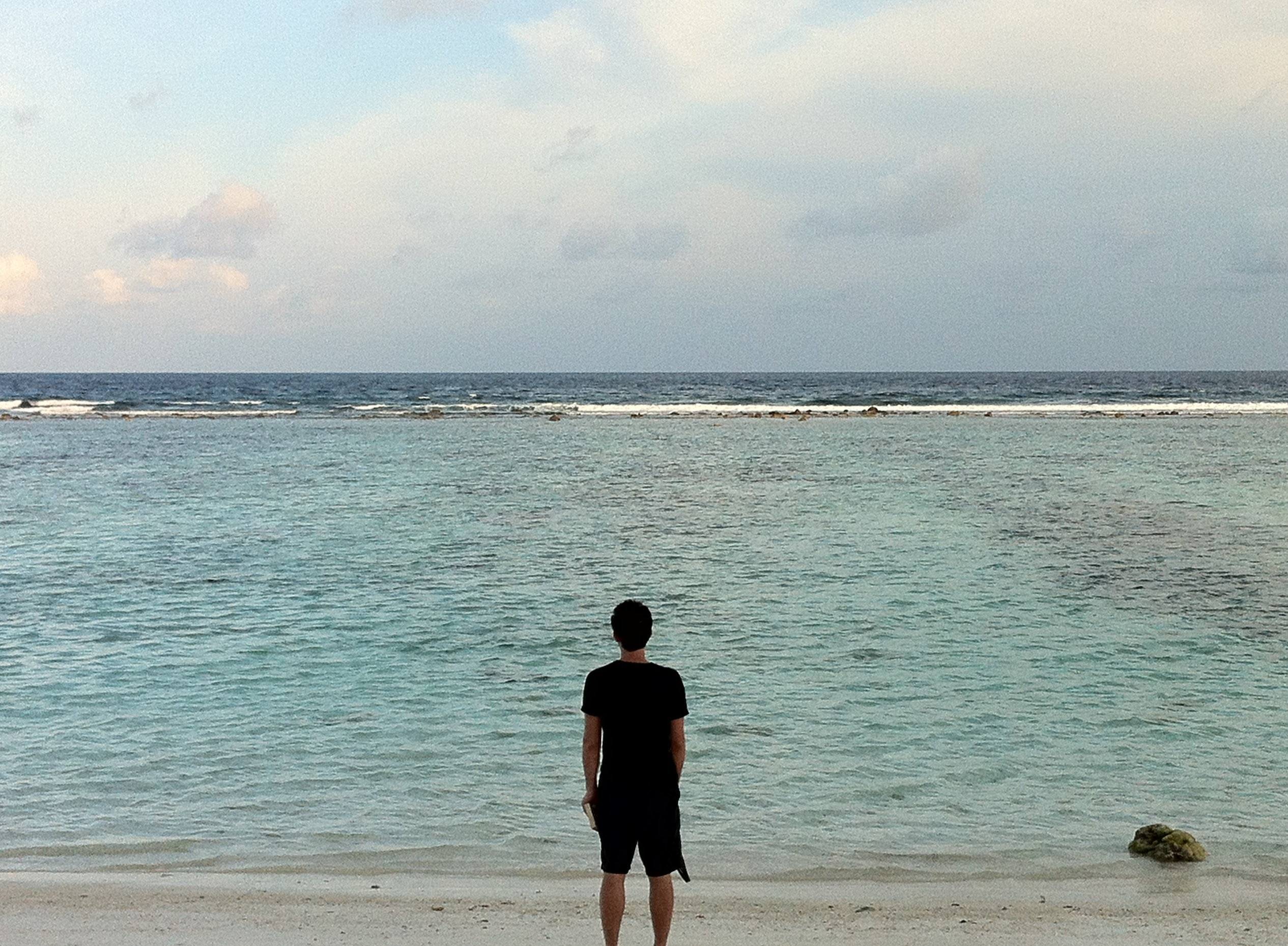
Mar delle Laccadive

- Mediterraneo Americano
  - Mar dei Caraibi
  - Golfo del Messico
- Mar dei Sargassi
- Mare del Labrador
  - Baia di Hudson
  - Baia di Baffin
- Golfo di San Lorenzo
- Mare di Weddell
- Mare Argentino
- Mare del Nord
- Mar Baltico
- Mar d'Irlanda
- Mare Celtico
- Mar Mediterraneo
  - Mar Adriatico
  - Mar Ionio
  - Mar Ligure
  - Mar Tirreno
  - Mare di Corsica
  - Mare di Sardegna
  - Mare di Sicilia
  - Mare delle Baleari
  - Mare di Alborán
  - Mar Libico
  - Mar Egeo
  - Mar di Levante
  - Mar di Marmara
  - Mar Nero[11][12]
    - Mar d'Azov
- Mar Glaciale Artico
  - Mar di Groenlandia
  - Mare di Barents
  - Mar Bianco
  - Mare di Norvegia
  - Mare di Kara
  - Mar di Beaufort
  - Mar dei Chukchi
  - Mare di Laptev
  - Mare della Siberia Orientale

### Oceano Indiano

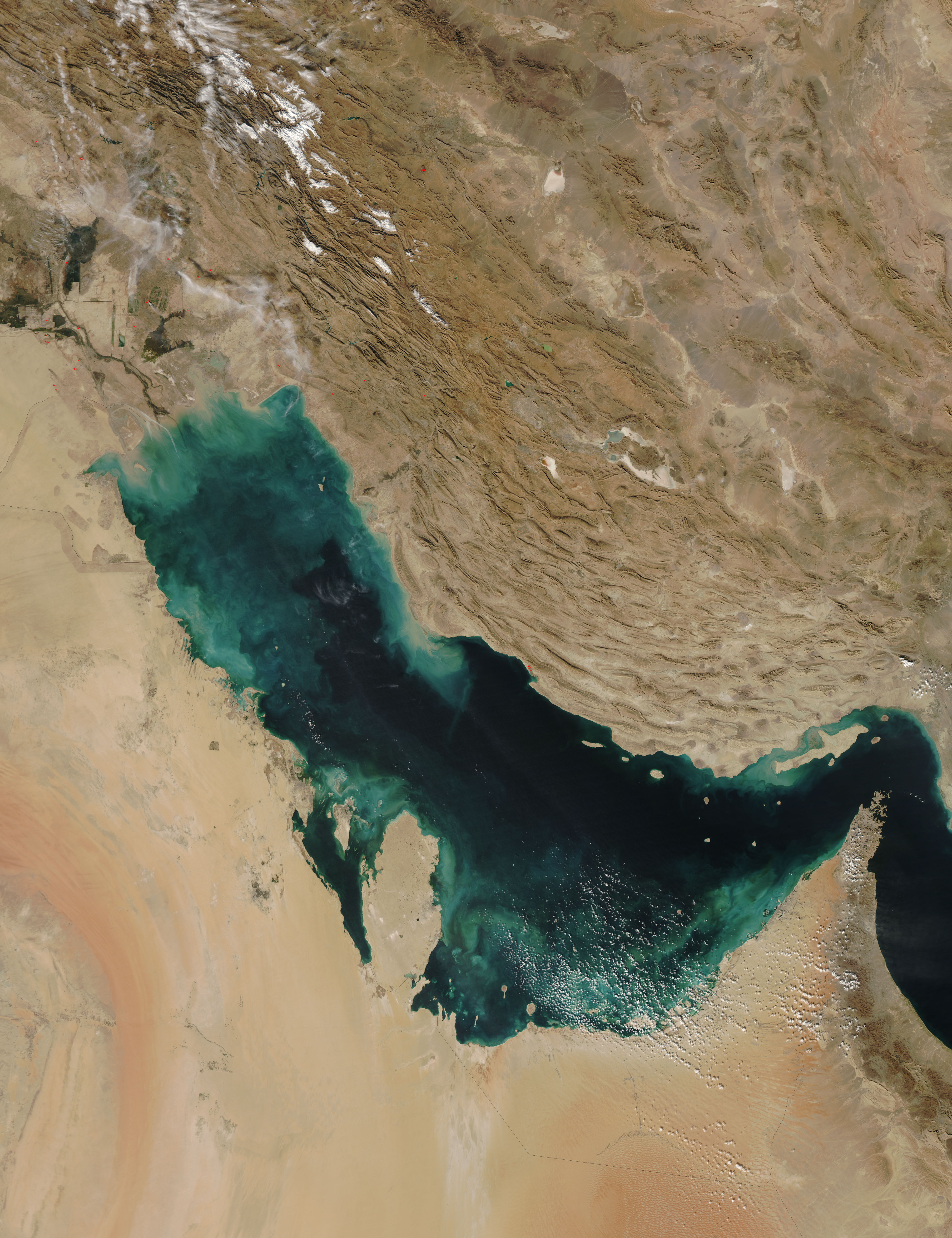
Golfo Persico

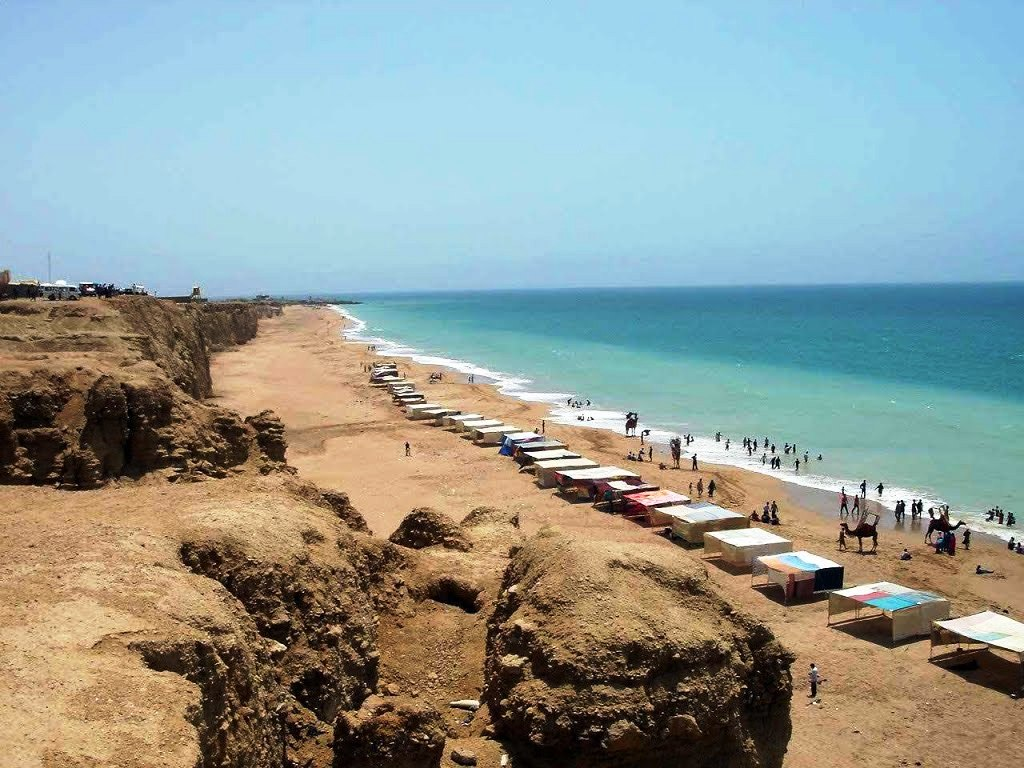
Mare arabico

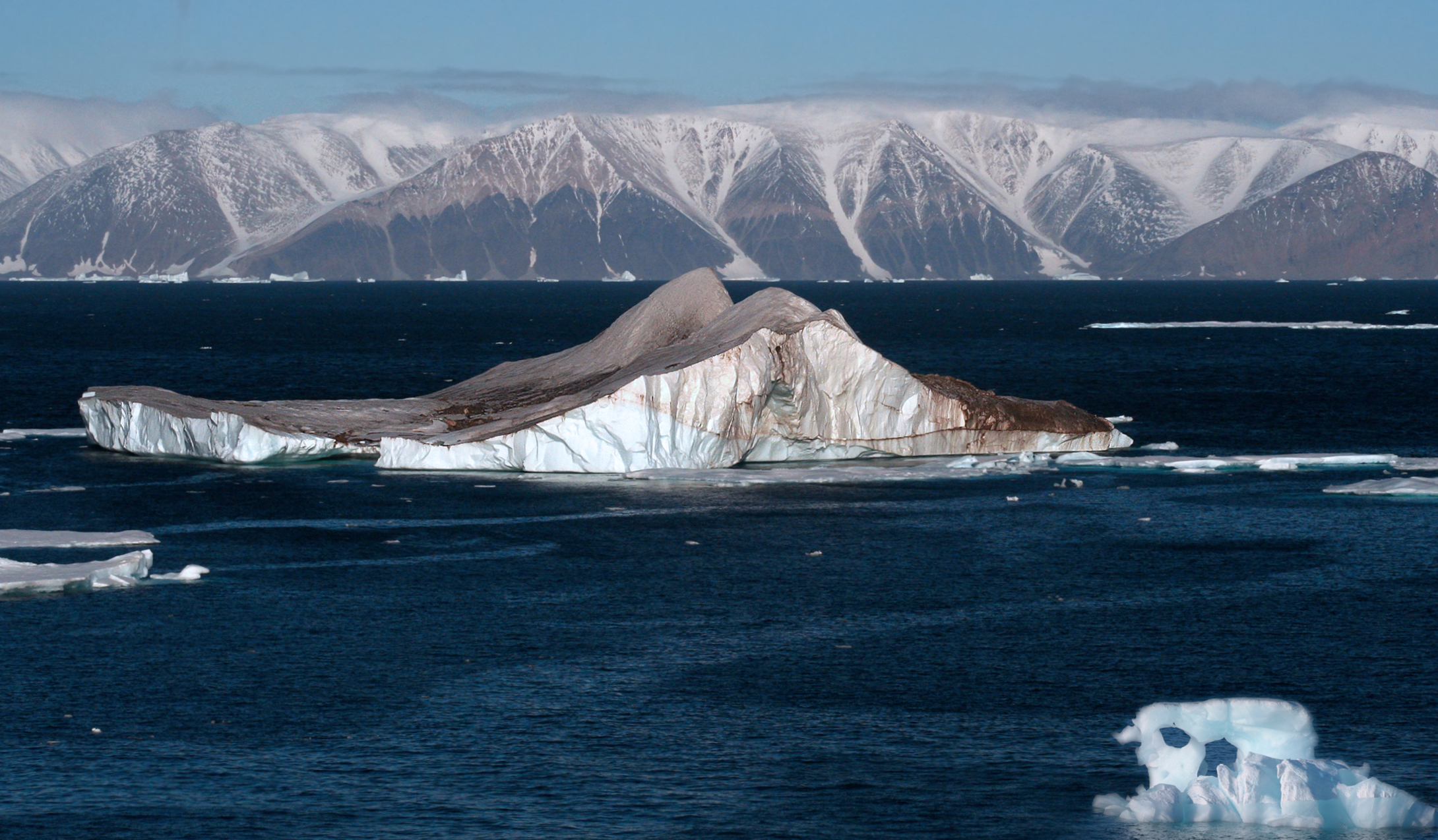
Mar Glaciale Artico

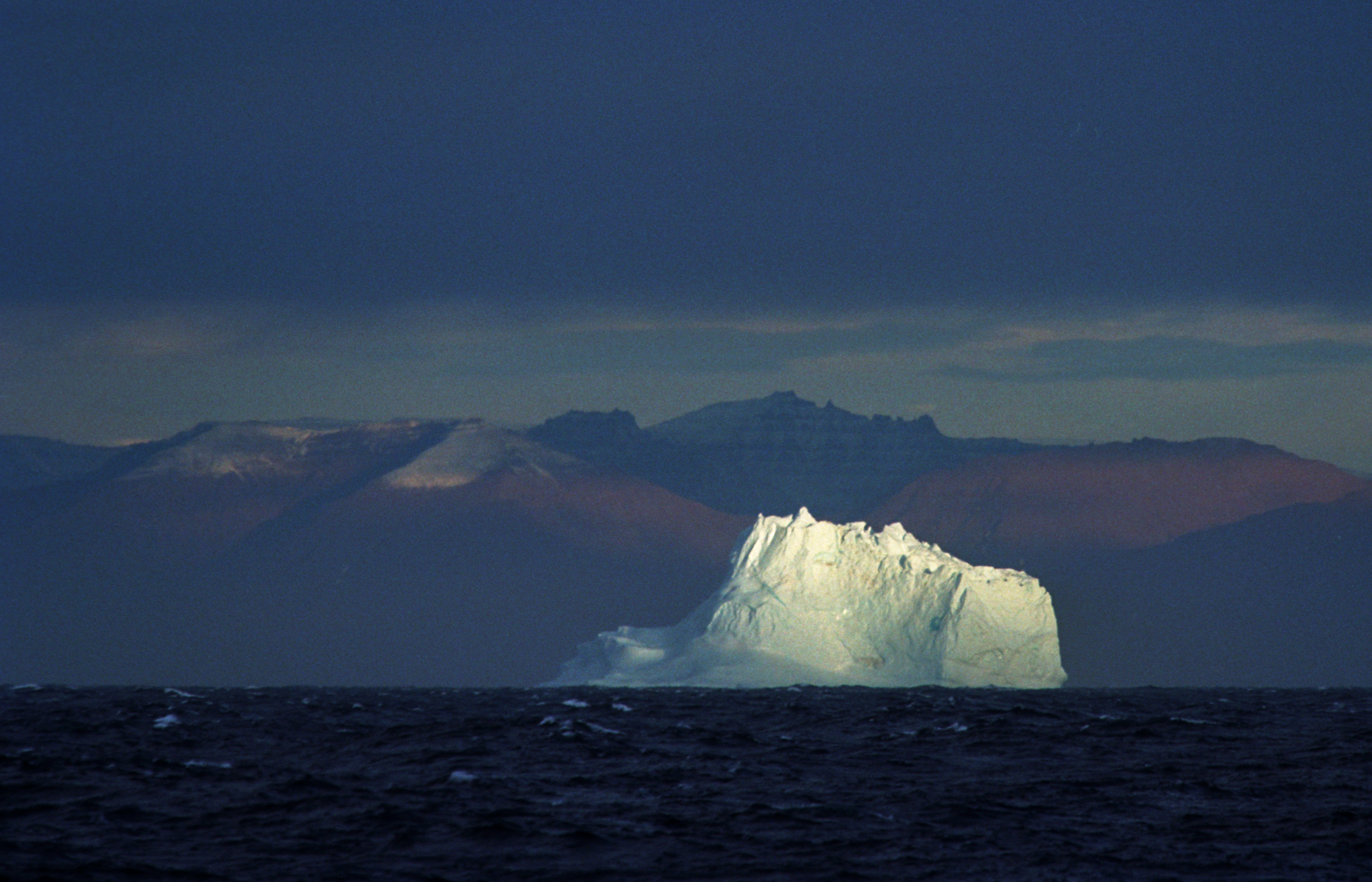
Mare di Groenlandia

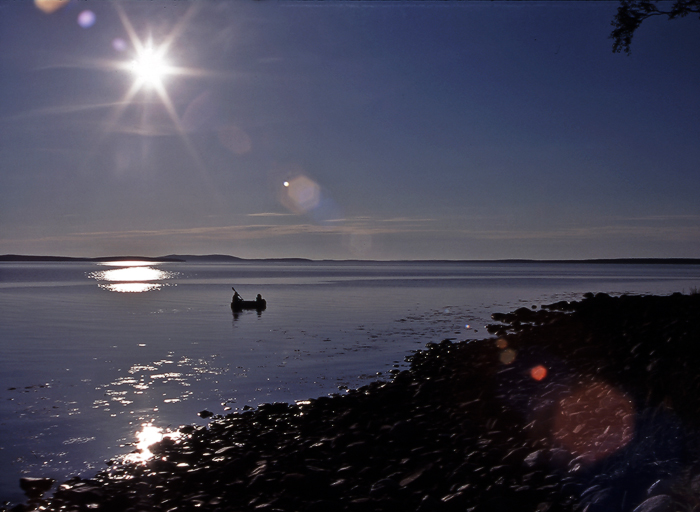
Mare di Barents

- Golfo Persico
- Mar Rosso
- Mar Arabico
- Canale del Mozambico
- Mar delle Laccadive
- Golfo del Bengala
  - Mare delle Andamane

### Oceano Pacifico
- Mar di Tasman
- Mar dei Coralli
- Mare delle Salomone
- Mare di Bismarck
- Mediterraneo Australasiatico
  - Mar di Sibuyan
  - Mar di Bohol
  - Mar di Sulu
  - Mar di Celebes
  - Mar delle Molucche
  - Mar di Halmahera
  - Mar di Ceram
  - Mar di Banda
  - Mar degli Alfuri
  - Mar di Savu
  - Mar di Flores
  - Mar di Giava
  - Mar Cinese Meridionale
- Mar delle Filippine
- Mare interno di Seto
- Mar Cinese Orientale
- Mar Giallo
  - Mare di Bohai
- Mar del Giappone
- Mare di Okhotsk
- Mar di Bering
- Mare di Ross

## Marichiusi

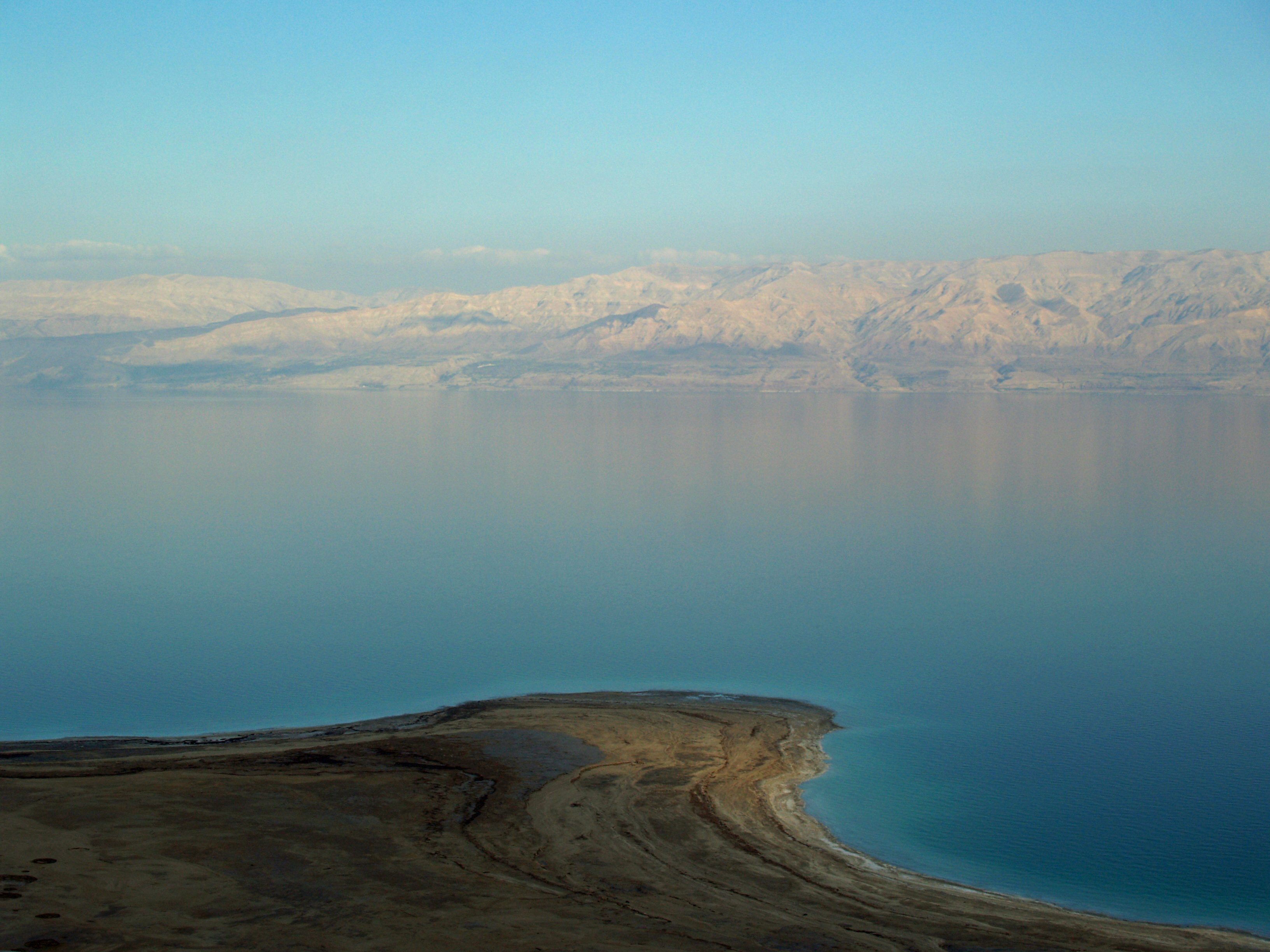
Mar Morto

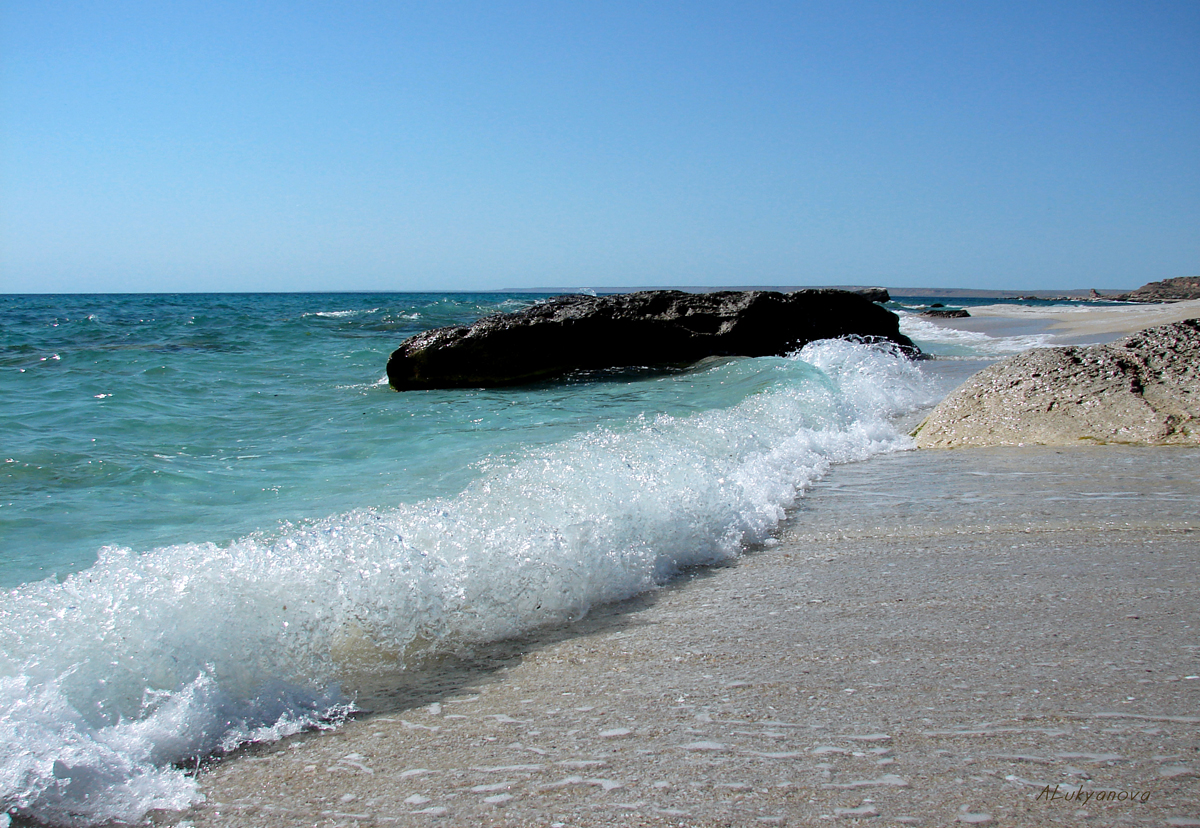
Mar Caspio

Nell’uso comune, ma non in quello scientifico, alcuni laghi vengono chiamati "mari" o "mari chiusi" quando sono di vastissime dimensioni oppure, anche se limitati di estensione, le loro acque sono salate, o infine per consuetudine legata alle lingue parlate nella zona in cui si estendono, in cui nella toponomastica si indicano con lo stesso termine tutte le distese d'acqua; in arabo, ad esempio, con il termine bahr si intendono i laghi, i mari e anche i grandi fiumi.
Tra questi rientrano:
- Mar Caspio: residuo geologico dell'antico mar Paratetide, è il lago più grande della Terra, di dimensioni comparabili a quelle di un mare. È un bacino endoreico salmastro. Non è stato incluso nella Convenzione delle Nazioni Unite sul diritto del mare, tenutosi a Montego Bay (Giamaica) nel 1982. Durante il vertice internazionale del 2018 tenutosi ad Aktau[15], non venne definito come mare, né come lago, ma si stabilirono delle regole sullo sfruttamento delle sue risorse[16].
- Mar Morto: lago salato di dimensioni limitate; è ritenuto, assieme al lago di Tiberiade, parte del residuo dell'antica  laguna Sedoom. Viene chiamato mare per i motivi toponomastici precedentemente menzionati.
- Lago di Tiberiade: conosciuto anche come "mar di Galilea", è un lago d'acqua dolce con origini comuni al mar Morto. Anch'esso viene chiamato mare per motivi toponomastici.
- Lago d'Aral: chiamato anche "mar d'Aral", era un lago salato la cui origine è la medesima del Caspio. A causa della deviazione dei suoi due unici tributari, si è quasi del tutto prosciugato. Viene anche chiamato mare per ragioni etimologiche e non legate alla sua precedente estensione.
- Lago Salton: detto in inglese "Salton Sea", ossia "mare Salton", è un lago tettonico generatosi a causa di una recente esondazione del fiume Colorado. Deve l'appellativo di mare alla sua salinità.

## Mari extraterrestri

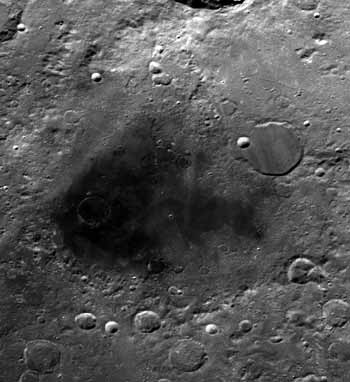
Al centro il Mare Humboldtianum

La Luna è caratterizzata da varie configurazioni morfologiche chiamate mari, pur non essendo caratterizzati dalla presenza di acqua; si tratta in realtà di pianure basaltiche. Sono stati chiamati mari perché il colore più scuro faceva presupporre nell'antichità la presenza di acqua. Sulla Luna è presente dell'acqua, non allo stato liquido, ma sotto forma di ghiaccio; l'origine di tale ghiaccio dovrebbe essere dovuta a comete che si sono scontrate con il satellite in posizioni poco o per nulla irradiate dai raggi del Sole.
Acqua liquida potrebbe essere presente sulla superficie o nel sottosuolo di molti altri satelliti, tra cui ricordiamo principalmente Europa, una delle 79 lune di Giove. Si pensa che Europa ospiti al suo interno un vero e proprio oceano sotto la superficie ghiacciata, circondante tutto il satellite. Si pensa che sulla superficie di Titano siano presenti idrocarburi liquidi, anche se sarebbe più esatto descriverli come "laghi" al posto di "mari".

## Studio del mare

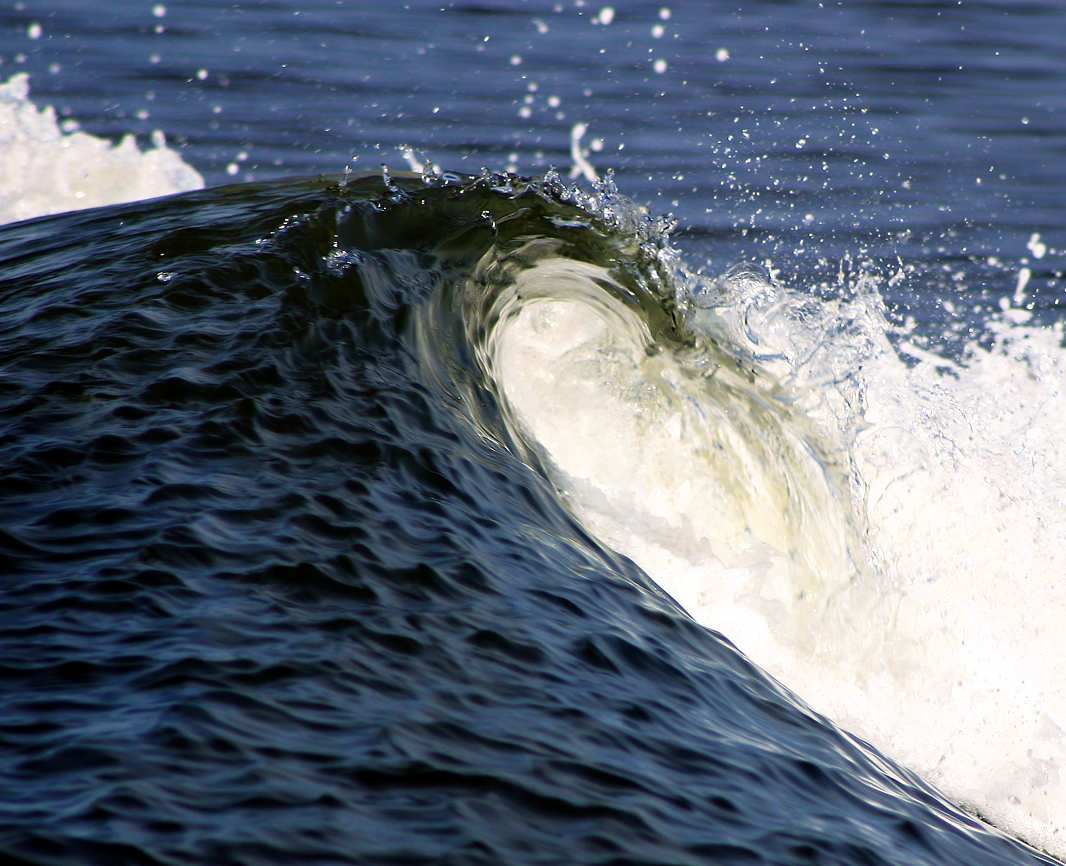
Moto ondoso

Lo studio del comportamento del mare e dei suoi fenomeni, tradizionalmente collegato con la navigazione,  lasciato alle considerazioni empiriche basate sull'esperienza dei marinai. Il suo studio scientifico non è mai stato sviluppato finché non vi è stato l'interesse. Una prima grande campagna di ricerca venne fatta per poter prevedere le migliori condizioni per lo sbarco in Normandia della seconda guerra mondiale, altri fondi di ricerca furono stanziati dalle multinazionali nelle campagne di trivellazione delle piattaforme petrolifere dagli anni cinquanta a oggi. Ancora oggi, gran parte delle ricerche si basano su considerazioni sperimentali e probabilistiche. Il movimento delle onde si definisce come moto ondoso e con le dovute approssimazioni il suo studio ha suddiviso le onde in diversi tipi, che si possono definire regolari.
Al mare è in genere attribuita una importante e non trascurabile forza mitigatrice sul clima. L'azione mitigatrice del mare fa sì che l'acqua (del mare o di un lago) in estate accumuli calore dall'ambiente soprastante per restituirlo progressivamente durante la stagione invernale: da questo risultano una temperatura massima estiva e una temperatura minima invernale medie (sia reali sia percepite con umidità relativa e umidità assolute), e una differenza termica finale decisamente minori rispetto al clima continentale.
Questo divario cresce via via che in latitudine-longitudine ci si allontana dal livello del mare (dai due tropici ai poli aumenta a causa tra luglio e gennaio per la diversa inclinazione dei raggi solari e la diversa durata del giorno), mentre scende con l'altitudine (in montagna durante l'estate la temperatura è più bassa). Per questi due fattori, il semplice valore assoluto dell'escursione termica non può essere adottato come misura dell'influenza del mare su un certo clima locale. Una delle più valide formule per il calcolo dell'indice di marittimità è quella del climatologo russo N. N. Ivanov
{\displaystyle K={\frac {E_{a}+E_{g}+0,25D_{u}}{0,36\phi +14}}}
dove:
- E_a: escursione termica annua (temperatura massima-temperatura minima)
- E_g: escursione termica media diurna
- D_u: quantità mancante alla saturazione, complemento a 100 per l'umidità relativa
- {\displaystyle \phi }: latitudine.

L'indice ha questi valori tipo: clima oceanico (fino a 68), marittimo (69-100), debolmente continentale (178-214), estremamente continentale (oltre 214)

## Costa

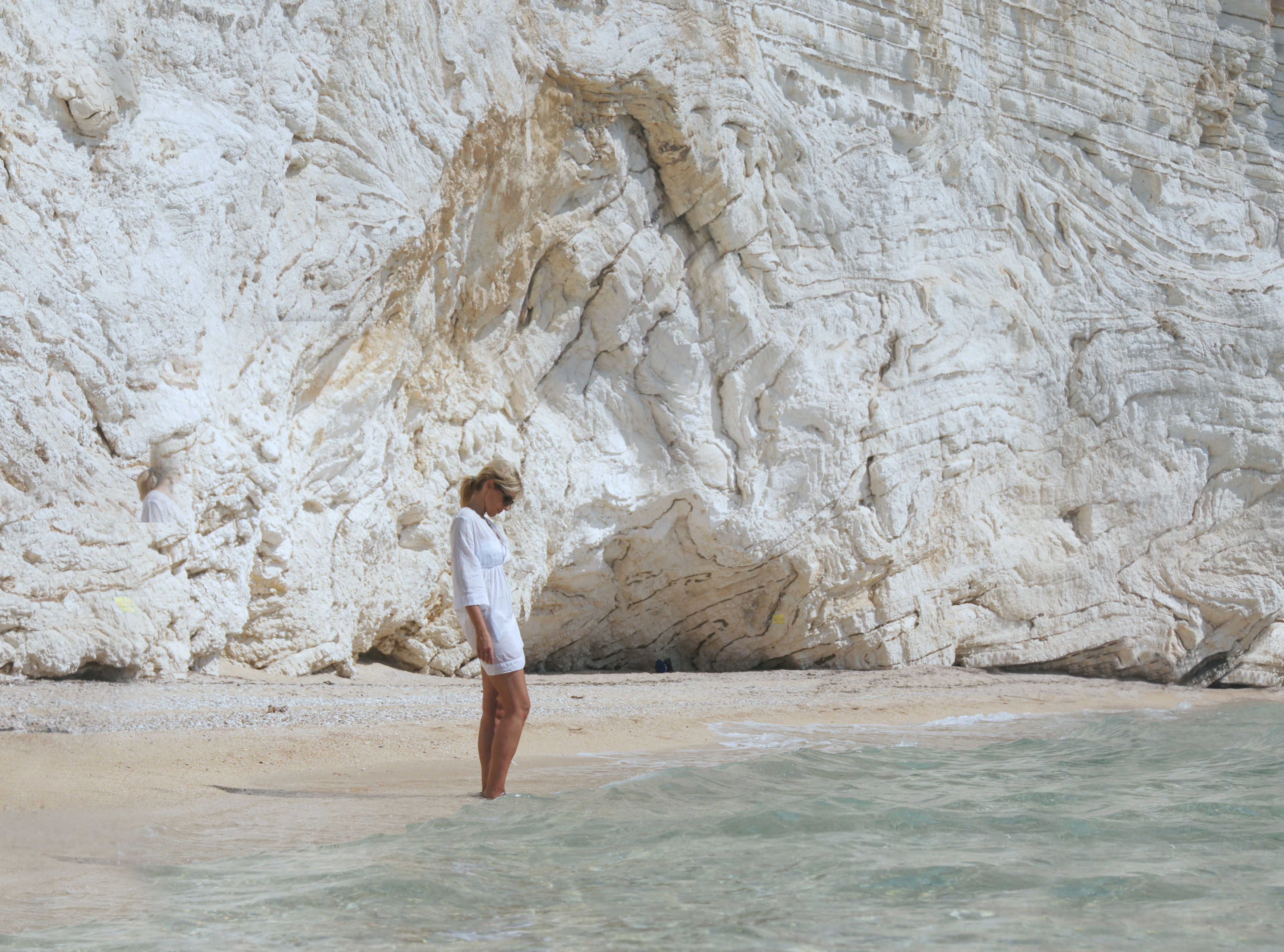
Esempio di falesia

La costa o litorale è la linea di confine tra la terra e l'acqua di un oceano, golfo, mare o grande lago. Comprende sia la spiaggia sommersa sia quella emersa e termina quando cambia l'assetto vegetativo o fisiologico. Le onde marine, il moto ondoso, le maree sviluppano fenomeni di trasporto dei sedimenti, che può essere longitudinale o trasversale alla linea di riva. Sotto il profilo della pendenza di una spiaggia, essa può essere divisa in dissipativa, intermedia o riflettente.